# Klosterlechfeld
Klosterlechfeld là một đô thị ở huyện Augsburg bang Bayern nước Đức. Đô thị Klosterlechfeld có diện tích 2,8 km², dân số thời điểm ngày 31 tháng 12 năm 2006 là 2680 người.